# Tarumá
Tarumá es una localidad argentina ubicada en el departamento Montecarlo de la Provincia de Misiones. Depende administrativamente del municipio de Caraguataí, de cuyo centro urbano dista unos 9 km.
La localidad se desarrolla a lo largo de un camino pavimentado que la vincula al norte con Caraguataí y la Ruta Nacional 12. Por su parte la ruta Provincial 212 la comunica al noroeste con El Alcázar y al sur con la Ruta Nacional 14.

## Toponimia
De origen guaraní, es el nombre de dos árboles de la familia de las verbenáceas, de seis metros de altura, corteza gris y flores lilas uno y de hasta doce metros y maderable el otro.